# Frontier Records
La Frontier Records è un'etichetta indipendente specializzata in punk e hardcore, fondata nel 1980 da Lisa Fancher a Los Angeles. Tra i principali gruppi che sono stati sotto contratto con l'etichetta ci sono Circle Jerks, Suicidal Tendencies, American Music Club, Heatmiser, Redd Kross, Thin White Rope, T.S.O.L., Christian Death e Young Fresh Fellows. Nel sorso degli anni l'etichetta ha contribuito alla visibilità sia della scena punk di L.A. sia ad altre scene come il Paisley Underground.

## Artisti[2]
- Adolescents
- American Music Club
- Befour Three O'Clock
- China White
- Circle Jerks
- Choir Invisible
- Christian Death
- Dharma Bums
- Eddie and The Subtitles
- EIEIO
- Flop
- Flying Color
- Heatmiser
- Jacob's Mouse
- Mallet-Head
- Meanies
- Middle Class
- Mummydogs
- Naked Prey
- Redd Kross
- Rikk Agnew
- Sacrilicious
- Shame Idols
- Suicidal Tendencies
- The Affected
- The Blackeyed Susans
- The Damned
- The Flyboys
- The Long Ryders
- The Pontiac Brothers
- The Salvation Army
- The Three O'Clock
- The Weirdos
- The Young Fresh Fellows
- Thin White Rope
- T.S.O.L.

## Compilation
- Dangerhouse, Volume 1
- Dangerhouse, Volume 2: Give Me A Little Pain!